# Gemeinsames Universum
Ein gemeinsames Universum (englisch: shared universe) ist ein fiktives Universum, das aus einer Reihe kreativer Werke besteht, zu denen ein oder mehrere Autoren (oder andere Künstler) unabhängig voneinander Beiträge verfassen, die für sich allein stehen können, aber in die gemeinsame Entwicklung der Handlung, Figuren oder der Welt des Gesamtprojekts eingebettet sind.
Es unterscheidet sich vom kollaborativen Schreiben, bei dem mehrere Künstler gemeinsam an demselben Werk arbeiten, sowie von Crossovers, bei denen die Werke und Figuren unabhängig voneinander sind, abgesehen von einer einzelnen Begegnung.
Häufig kommt dieses Konzept in Genres wie der Science-Fiction sowie im Medium des Comics vor. Bekannte Beispiele im Film sind das Marvel Cinematic Universe sowie das DC Extended Universe und dessen Nachfolger, das DC Universe.
Der Begriff gemeinsames Universum wird in Comics auch verwendet, um das gesamte Umfeld zu beschreiben, das ein Comicverlag erschafft, in dem Figuren, Ereignisse und Grundideen einer Produktreihe auch in anderen Reihen desselben Medien-Franchises auftauchen.
Eine besondere Form des gemeinsamen Universums, die über verschiedene Medien hinweg veröffentlicht wird (etwa Romane und Filme) und bei der jedes Medium zum Wachstum, zur Geschichte und zum Status des Schauplatzes beiträgt, wird als „fiktionale Unterhaltungswelt“ (englisch: imaginary entertainment environment) bezeichnet.
Der Begriff wurde auch in einem weiteren, nicht-literarischen Sinn verwendet, um interdisziplinäre oder soziale Gemeinsamkeiten zu vermitteln, oft im Kontext eines „gemeinsamen Diskursuniversums“ oder „gemeinsamen Diskursraums“.

## Definitionen
Fiktion in manchen Medien – etwa den meisten Fernsehserien und vielen Comicreihen – wird von Zuschauern oder Lesern als ein Werk verstanden, das den Beitrag mehrerer Autoren erfordert, erzeugt für sich genommen jedoch kein gemeinsames Universum und gilt stattdessen als kollaborative Kunstform.
Gelegenheitsauftritte, wie der von d’Artagnan in Cyrano de Bergerac, werden als literarische Cameo-Auftritte betrachtet.
Umfangreichere Interaktionen zwischen Figuren aus unterschiedlichen Quellen werden oft als Crossover vermarktet. Zwar treten Crossovers in einem gemeinsamen Universum auf, doch sind nicht alle Crossovers dazu gedacht, die Hintergrundgeschichten der jeweiligen Schauplätze miteinander zu verschmelzen. Stattdessen dienen sie häufig Marketingzwecken, der Parodie oder der Erkundung von „Was-wäre-wenn“-Szenarien – oft als einmalige Ereignisse.
Für Autoren, die zu einem gemeinsamen Universum beitragen, kann es schwierig werden, die Konsistenz zu wahren und Widersprüche zu Details aus früheren Werken zu vermeiden – insbesondere, wenn ein gemeinsames Universum sehr groß wird.
Die Version, die vom Autor oder vom die Szenerie kontrollierenden Unternehmen als „offiziell“ angesehen wird, wird als Kanon bezeichnet.
Nicht alle gemeinsamen Universen verfügen über eine Instanz, die in der Lage oder daran interessiert ist, die Kanonizität festzulegen, und nicht alle Fans stimmen solchen Festlegungen zu, wenn sie erfolgen. Stattdessen kann sich innerhalb der Fangemeinde des Universums ein sogenannter Fanon in gewissem Maße durchsetzen.
Einige Autoren verwenden – in dem Bemühen, einen Kanon zu etablieren und die Details des Settings glaubwürdig zu halten – Werkzeuge, um Widersprüche und Fehler zu korrigieren, die durch mehrere Mitwirkende über einen langen Zeitraum hinweg entstanden sind. Eines dieser Werkzeuge ist das Retconning (englische Kurzform von Rückwirkende Kontinuität), mit dem Fehler in der Kontinuität behoben werden, die durch zuvor verfasstes, widersprüchliches Material entstanden sind.
Leser können auch Einwände erheben, wenn eine Geschichte oder Serie in ein gemeinsames Universum integriert wird, da sie das Gefühl haben, dies „verlange von den Fans eines Helden, auch die Titel anderer Helden zu kaufen“.

### Marksteins Kriterien
Comic-Historiker Don Markstein definierte den Begriff erstmals in einem Artikel von 1970 in CAPA-alpha. Er legte folgende Kriterien im Rahmen des Comic-Mediums fest:
1. Wenn sich die Charaktere A und B getroffen haben, sind sie im selben Universum. Wenn sich die Charaktere B und C getroffen haben, sind folglich auch A und C im selben Universum.
2. Reale Personen stellen keine Verbindung dar: Andernfalls könnte man argumentieren, dass Superman und die Fantastic Four im selben Universum existieren, da Superman John F. Kennedy traf, Kennedy Neil Armstrong traf und Armstrong die Fantastic Four traf.
3. Charaktere, die nicht vom Verlag stammen, stellen keine Verbindung dar: Andernfalls könnte man argumentieren, dass Superman und die Fantastic Four im selben Universum existieren, da beide Hercules getroffen haben.
4. Spezifische, fiktionalisierte Versionen realer Personen sind als Verbindung zulässig: Zum Beispiel die Version von Jerry Lewis aus The Adventures of Jerry Lewis von DC Comics, die sich vom echten Jerry Lewis dadurch unterschied, dass er eine Haushälterin mit magischen Kräften hatte. Dies gilt auch für spezifische Versionen von gemeinfreien fiktiven Charakteren, wie z. B. die Version von Hercules aus Marvel Comics oder die Version von Robin Hood aus DC Comics.
5. Charaktere gelten nur dann als getroffen, wenn sie in einer Geschichte gemeinsam auf einem Panel erschienen sind.

### Entstehen in oder basierend auf Comics
Innerhalb von Comics wird der Begriff gemeinsames Universum verwendet, um das übergreifende Umfeld zu beschreiben, das ein Comicverlag schafft. In diesem Umfeld können Charaktere, Ereignisse und Prämissen aus einer Produktlinie in anderen Produktlinien desselben Medien-Franchise erscheinen.
Bis 1961 vereinigte der Autor und Redakteur von Marvel Comics, Stan Lee, in Zusammenarbeit mit den Zeichnern Jack Kirby und Steve Ditko den Großteil der Charaktere des Verlags zum Marvel-Universum. Marvel verortet seine Geschichten in einer stetig wachsenden Anzahl alternativer Realitäten, die jeweils eine zugewiesene Nummer in einem größeren „Multiversum“ tragen. DC Comics und Marvel haben auch regelmäßig Serien gemeinsam veröffentlicht, in denen ihre jeweiligen Charaktere aufeinandertreffen und interagieren. Diese sogenannten „Intercompany Crossovers“ wurden typischerweise als einmalige, in sich geschlossene Ereignisse konzipiert, die es vermieden, die Koexistenz des DC-Universums und des Marvel-Universums zu implizieren.
Eine Ausnahme bilden die 24 Comics, die 1996 unter dem metafiktionalen Imprint Amalgam Comics veröffentlicht wurden. Sie stellten ein gemeinsames Universum dar, das von Hybrid-Charakteren der beiden Verlage bevölkert war. Marvel hat dies seitdem als Teil seines größeren Multiversums betrachtet und ihm die Bezeichnung Erde-692 zugewiesen.
Obwohl die Ansätze von gemeinsamen Universen von DC und Marvel in der Comic-Branche sie von Konkurrenten abgehoben haben, haben auch andere Verlage ähnliche Modelle versucht. Sowohl Valiant Comics als auch Crossgen produzierten von Anfang an Titel, die hauptsächlich in einem einzigen, verlagsumfassenden gemeinsamen Universum angesiedelt waren, bekannt als Unity bzw. Sigilverse.

## Gemeinsame Universen in Film und Fernsehen
Gemeinsame Universen in Filmen (oder im Fernsehen) bestehen meist aus einem Franchise, das mehrere eigenständige Film- oder Fernsehfranchises unter einem gemeinsamen Dach vereint, die alle innerhalb derselben Kontinuität spielen. Jedes dieser Franchises erzählt dabei seine eigene, in sich abgeschlossene Geschichte, die sich auf eine andere Figur (oder Figurengruppe) konzentriert, und verfügt über eigene Schauspieler, Regisseure und Autoren, ist aber zugleich Teil einer einheitlichen, widerspruchsfreien Kontinuität, die mit den anderen Werken geteilt wird.
Häufig tauchen Orte, Figuren, Handlungsstränge oder Bezüge zu Ereignissen auf, die aus einer anderen Film- oder Fernsehfranchise desselben gemeinsamen Universums stammen. Dadurch entsteht ein spezifisches Crossover, das auf der Hintergrundgeschichte und Welt des gemeinsamen Universums basiert. Das Publikum hat das Gefühl, Teil einer großen, zusammenhängenden Erzählung zu sein.
Gemeinsame Universen, die vor allem in Filmen präsent sind, werden als Filmuniversen (cinematic universes) bezeichnet, während solche mit Hauptpräsenz im Fernsehen als Fernsehuniversen (television universes) bezeichnet werden. Universen, die sowohl in Filmen als auch im Fernsehen eine bedeutende Rolle spielen, werden im Allgemeinen ebenfalls als Filmuniversen (cinematic universes) bezeichnet.
Manche Film- und Fernsehuniversen werden zudem von Videospielen und Druckerzeugnissen wie Romanen oder Comics begleitet, die zusätzliche kanonische Geschichten innerhalb derselben Kontinuität erzählen.

### Filmuniversen
Nach den Filmen Son of Frankenstein (1939) und Dracula's Daughter (1935) begann Universal in den frühen bis mittleren 1940er-Jahren damit, mit transfiktionalem Erzählen in seinen Horrorfilmreihen zu experimentieren. Diese Erzählform wurde von Richard Saint-Gelais konzeptualisiert, der sie als den Fall beschrieb, „wenn zwei (oder mehr) Texte eine transfiktionale Beziehung aufweisen, bei der sie Elemente wie Figuren, imaginäre Orte und fiktionale Welten teilen.“
William Proctor schrieb in Horror Franchise Cinema (2021), dass Universal das transfiktionale Erzählen erstmals auf seine Filmreihen anwandte, diese Experimente jedoch „nicht immer so sorgfältig oder so gründlich durchgeführt wurden, wie es das Publikum – insbesondere Fans – nach heutigen Maßstäben erwarten würde“.  Dies zeigt sich in Universals Frankenstein-Filmen und den Dracula-Filmen, die erzählerisch fragmentiert sind, da Son of Dracula (1943) weder auf die Handlungen noch auf die Figuren aus Dracula (1931) oder Dracula's Daughter Bezug nimmt.
Nach der Veröffentlichung von The Wolf Man (1941) und The Ghost of Frankenstein (1942) brachte Universal Frankenstein Meets the Wolf Man (1942) heraus, der als Fortsetzung beider Filme fungierte. Proctor meinte, dass Frankenstein Meets the Wolf Man (1942) – der erste Crossover-Film der Filmgeschichte – sowie die Ensemblefilme House of Frankenstein (1944) und House of Dracula (1945) das erste Filmuniversum etablierten.
Ein sehr bekanntes Beispiel ist das Star Wars Universum. Die Filmreihe Star Wars wurde von George Lucas geschaffen und von seiner selbstfinanzierten Produktionsfirma Lucasfilm produziert. Ihren Ursprung nahm sie mit dem Film Star Wars (1977), gefolgt von zwei Fortsetzungen, The Empire Strikes Back (1980) und Return of the Jedi (1983). Zusammen sind diese drei Filme als die „Originaltrilogie“ bekannt und konzentrieren sich auf Luke Skywalker, Han Solo und Prinzessin Leia. Die Prequel-Trilogie, bestehend aus Star Wars: Episode I – The Phantom Menace (1999), Star Wars: Episode II – Attack of the Clones (2002) und Star Wars: Episode III – Revenge of the Sith (2005), erweiterte die Reihe zu einer Saga und stellte Luke Skywalkers Vater Anakin Skywalker in den Mittelpunkt. Neue Darsteller verkörperten jüngere Versionen von Figuren aus der Originaltrilogie, während andere Schauspieler in ihre ursprünglichen Rollen zurückkehrten.
Zusätzlich expandierte die Star-Wars-Reihe in Videospiele, Comics, Romane, Kurzgeschichten, Zeichentrickserien und RPG-Abenteuer. Dabei wurden Originalgeschichten erzählt, die auf der Filmreihe basierten, wodurch diese als fiktionale Unterhaltungswelt eingestuft wurde. In dieser Welt teilten die Filme dieselbe Kontinuität wie alle anderen Medienformate, unabhängig von den jeweiligen Formate - bis zur Entscheidung des neuen Eigentümers Disney im Jahr 2014, den Kanon des gemeinsamen Universums zu verändern. Frühe Teams bei Lucasfilm unter der Leitung von Carol Wakarska (später Titleman), Lucy Wilson, Allan Kausch, Sue Rostoni und später Leland Chee und Pablo Hidalgo koordinierten die Erzählung und sorgten für Konsistenz und Synergie, indem sie Handlungsfehler zwischen allen Filmen und Nicht-Film-Werken vermieden. 
Die Marke Star Wars Legends wird nun verwendet, um alle Neuauflagen dieser Werke des Erweiterten Universums (Fernsehfilme, Zeichentrickserien, Videospiele, Comics und Romane) zu kennzeichnen, die vor April 2014 produziert wurden oder deren Produktion eingestellt wurde. George Lucas lobte diese Erweiterungen seiner Arbeit im Vorwort zur Neuauflage des Romans Die neuen Abenteuer des Luke Skywalker und integrierte einige Elemente wie Charaktere und Orte in seine eigenen Werke. Auch nach Lucas haben Geschichtenerzähler Legends-Elemente in ihre Geschichten aufgenommen.
Was Filme auf Basis von Comics angeht, gibt es zwei Filmuniversen, die auf Figuren von Marvel Comics basieren und jeweils in einer anderen Kontinuität angesiedelt sind. Die X-Men-Filmreihe, die im Jahr 2000 begann, war die am längsten laufende Superhelden-Filmreihe innerhalb derselben Kontinuität. Das Marvel Cinematic Universe (MCU) hat die meisten Filme sowie mehrere Fernsehserien und eine separate Reihe von begleitenden Comics, die koexistieren und dieselbe sowie parallele Kontinuitäten teilen (als Teil eines Multiversums), was das MCU zu einer fiktionalen Unterhaltungswelt macht. Das DC Extended Universe (DCEU) ist ein gemeinsames Universum, das verschiedene Filmreihen basierend auf DC-Comics-Charakteren umfasst, die alle eine gemeinsame Kontinuität teilen. Es wurde 2024 durch das DC Universe (DCU) ersetzt.
Im Horror-Genre bezeichneten Forbes und The Hollywood Reporter The Conjuring als das erste erfolgreiche Filmuniversum nach dem Marvel-Universum und Stand 2022 als das zweiterfolgreichste nach ihm.
Ein weiteres bekanntes Beispiel für ein Filmuniversum ist das MonsterVerse.